# 熱爾多瓦
50°35′51″N 31°2′41″E / 50.59750°N 31.04472°E
熱爾多瓦（烏克蘭語：Жердова）是位於烏克蘭北部的村莊，由基辅州布羅瓦里區的大季梅爾卡市鎮負責管轄。該村始建於1575年，面積2.79平方公里，海拔高度108米，2001年人口349，人口密度每平方公里125.1人。